# Eriochloa villosa
Eriochloa villosa là một loài thực vật có hoa trong họ Hòa thảo. Loài này được (Thunb.) Kunth mô tả khoa học đầu tiên năm 1829.